# پیزی (کمون)
پیزی (به فرانسوی: Pizay) یک کمون در فرانسه است که در Canton of Montluel واقع شده‌است.

## خصوصیات
پیزی ۱۱٫۱۸ کیلومترمربع مساحت و ۷۶۲ نفر جمعیت دارد و ۲۸۵ متر بالاتر از سطح دریا واقع شده‌است.